# Jan Jönson
Jan Erik Wilhelm August Jönson (* 27. November 1947 in Malmö) ist ein schwedischer Schauspieler und Regisseur.

## Leben
Jönson studierte von 1968 bis 1971 an der Dramatens elevskola in Stockholm. 1985 gab er Theaterunterricht im Hochsicherheitsgefängnis Kumla und begann, Samuel Becketts Stück Warten auf Godot von Häftlingen aufführen zu lassen. Mit Unterstützung der Gefängnisleitung durften die Gefangenen das Stück in mehreren Theatern in ganz Schweden aufführen. Bei der Premiere feierten die Zuschauer die Schauspieler triumphal. Bei der zweiten geplanten Aufführung in Göteborg brachen jedoch fünf der sechs Häftlinge aus und das Stück konnte nicht aufgeführt werden. Jönson trug den Zuschauern daraufhin einen Monolog vor, in dem er seine Erfahrungen mit den Häftlingen schilderte.
Aus diesem Monolog entwickelte er eine Theateraufführung, die er über dreihundert Mal aufführte, unter anderem in Gefängnissen in Europa und den USA. 2020 wurden die Motive der Geschichte von Emmanuel Courcol unter dem Titel Ein Triumph verfilmt.
Er war von 1982 bis 1991 mit der Schauspielerin Eva Remaeus (1950–1993) verheiratet und hat eine Tochter, Jovanna Remaeus Jönson (geb. 1982), die ebenfalls im Bereich Theater/Film tätig ist.

## Filmographie
- 1976: Hello Baby von Johan Bergenstråhle
- 1977: Ärliga blå ögon (Fernsehserie)
- 1979: Kejsaren von Jösta Hagelbäck
- 2011: Winnie Puuh (Synchronsprecher)